# Peter Lax
Peter David Lax (1º de maio de 1926 – 16 de maio de 2025) foi um matemático americano nascido na Hungria e laureado com o Prêmio Abel, trabalhando nas áreas de matemática pura e aplicada.
Lax fez importantes contribuições para sistemas integráveis, dinâmica dos fluidos e ondas de choque, física solitônica, leis de conservação hiperbólicas, e computação matemática e computação científica, entre outros campos. Em um artigo de 1958, Lax declarou uma conjectura sobre representações de matrizes para polinômios hiperbólicos de terceira ordem que permaneceu não demonstrada por mais de quatro décadas. O interesse na "conjectura de Lax" cresceu quando matemáticos trabalhando em várias áreas diferentes reconheceram a importância de suas implicações em seu campo, até que finalmente foi provada verdadeira em 2003.

## Vida e educação
Lax nasceu em Budapeste, Hungria, em uma família judaica. Ele começou a demonstrar interesse em matemática aos doze anos, e logo seus pais contrataram Rózsa Péter como tutora para ele. Seus pais Klara Kornfield e Henry Lax eram ambos médicos e seu tio Albert Kornfeld (também conhecido como Albert Korodi) era matemático, além de amigo de Leó Szilárd.
A família deixou a Hungria em 15 de novembro de 1941, e viajou via Lisboa para os Estados Unidos. Como estudante do ensino médio na Stuyvesant High School, Lax não frequentou aulas de matemática, mas competiu na equipe de matemática da escola. Durante esse período, ele se encontrou com John von Neumann, Richard Courant e Paul Erdős, que o apresentaram a Albert Einstein.
Como ainda tinha 17 anos quando terminou o ensino médio, ele pôde evitar o serviço militar e conseguiu estudar por três semestres na Universidade de Nova Iorque. Ele frequentou uma aula de análise complexa no papel de estudante, mas acabou assumindo como instrutor. Ele conheceu sua futura esposa, Anneli Cahn (casada com seu primeiro marido na época) nesta aula.
Antes de conseguir completar seus estudos, Lax foi convocado para o Exército dos EUA. Após o treinamento básico, o Exército o enviou para a Universidade Texas A&M para mais estudos. Ele foi então enviado para o Laboratório Nacional de Oak Ridge, e logo depois para o Projeto Manhattan em Los Alamos, Novo México. Em Los Alamos, ele começou trabalhando como operador de calculadora, mas eventualmente passou para matemática de nível mais alto.
Após o fim da guerra, ele permaneceu com o Exército em Los Alamos por mais um ano, enquanto fazia cursos na Universidade do Novo México, depois estudou na Universidade Stanford por um semestre com Gábor Szegő e George Pólya.
Lax retornou à NYU para o ano acadêmico de 1946–1947, e combinando créditos das quatro universidades nas quais havia estudado, graduou-se naquele ano. Ele permaneceu na NYU para seus estudos de pós-graduação, casando-se com Anneli em 1948 e obtendo um PhD em 1949 sob a supervisão de Kurt O. Friedrichs.
Lax ocupou uma posição docente no Departamento de Matemática, Instituto Courant de Ciências Matemáticas, Universidade de Nova Iorque.
Lax morreu de amiloidose cardíaca em sua casa em Manhattan, em 16 de maio de 2025, aos 99 anos.

## Prêmios e honras
Ele foi membro da Academia Norueguesa de Ciências e Letras e da Academia Nacional de Ciências dos Estados Unidos, da Academia Americana de Artes e Ciências, e da Sociedade Filosófica Americana. Ele ganhou um Prêmio Lester R. Ford em 1966 e novamente em 1973. Em 1974, seu artigo sobre ondas de choque também ganhou o Prêmio Chauvenet. Ele foi agraciado com a Medalha Nacional de Ciência em 1986, o Prêmio Wolf em 1987, o Prêmio Abel em 2005 e a Medalha de Ouro Lomonosov em 2013. A Sociedade Matemática Americana o selecionou como seu Conferencista Gibbs para 2007. Em 2012, ele se tornou um membro da Sociedade Matemática Americana.
Lax está listado como um pesquisador altamente citado do ISI. Segundo György Marx, ele foi um dos Marcianos.
Lax também recebeu um Doutorado Honorário da Universidade Heriot-Watt em 1990.

## O incidente do CDC 6600
Em 1970, como parte de um protesto anti-guerra, os Estudantes Transcendentais fizeram refém um supercomputador CDC 6600 no Instituto Courant da NYU, que Lax havia sido fundamental em adquirir; os estudantes exigiram $100 000 em resgate (equivalent to $780 000 in 2023) para fornecer fiança para um membro dos Panteras Negras. Alguns dos estudantes presentes tentaram destruir o computador com dispositivos incendiários, mas Lax e colegas conseguiram desativar os dispositivos e salvar a máquina.

## Publicações
- Lax, Peter D.; Maria Shea, Terrell (2014). Calculus With Applications. Col: Undergraduate Texts in Mathematics 2nd ed. [S.l.]: Springer New York, NY. ISBN 978-1-4614-7945-1. doi:10.1007/978-1-4614-7946-8

- ——; Maria Shea, Terrell (2017). Multivariable Calculus with Applications. Col: Undergraduate Texts in Mathematics 1st ed. [S.l.]: Springer New York, NY. ISBN 978-3-319-74072-0. doi:10.1007/978-3-319-74073-7

- ——; Terrell, Maria Shea (21 de setembro de 2013). Calculus With Applications. New York, NY: Springer. ISBN 978-1-4614-7945-1
- ——; Zalcman, Lawrence (21 de novembro de 2011). Complex Proofs of Real Theorems. Providence, R.I: American Mathematical Soc. ISBN 978-0-8218-7559-9
- Decay of Solutions of Systems of Nonlinear Hyperbolic Conservation Laws, with J. Glimm, American Mathematical Society (1970).
- —— (4 de abril de 2002). Functional Analysis. New York: John Wiley & Sons. ISBN 978-0-471-55604-6 (Review[22])
- —— (2006). Hyperbolic Partial Differential Equations. New York: American Mathematical Soc. ISBN 978-0-8218-3576-0
- —— (1 de janeiro de 1973). Hyperbolic Systems of Conservation Laws and the Mathematical Theory of Shock Waves. Philadelphia, Pa: SIAM. ISBN 978-0-89871-177-6
- —— (10 de setembro de 2007). Linear Algebra and Its Applications. Hoboken, N.J: John Wiley & Sons. ISBN 978-0-471-75156-4
- —— (1977). Mathematical Aspects of Production and Distribution of Energy. Providence: American Mathematical Soc. ISBN 978-0-8218-0121-5
- Fujita, H.; ——; Strang, G. (1 de abril de 2000). Nonlinear Partial Differential Equations in Applied Science. Amsterdam: Elsevier. ISBN 978-0-08-087192-9
- ——; Nirenberg, L.; Spigler, Renato (1998). Recent Advances in Partial Differential Equations, Venice 1996. Providence, R.I: American Mathematical Soc. ISBN 978-0-8218-0657-9
- Boillat, Guy; Dafermos, Constantin M.; ——; Liu, Tai-Ping (14 de novembro de 2006). Recent Mathematical Methods in Nonlinear Wave Propagation. Berlin, Heidelberg: Springer. ISBN 978-3-540-49565-9
- ——; Phillips, Ralph S. (1989). Scattering Theory, Revised Edition. Boston San Diego New York [etc.]: Academic Press. ISBN 0-12-440051-5
- ——; Phillips, Ralph S. (1976). Scattering Theory for Automorphic Functions. Princeton, NJ: Princeton University Press. ISBN 978-0-691-08184-7
- —— (2005). Selected papers. Vol. I. Berlin, New York: Springer-Verlag. ISBN 978-0-387-22925-6. MR 2164867[23]
- —— (2005). Selected papers. Vol. II. Berlin, New York: Springer-Verlag. ISBN 978-0-387-22926-3. MR 2164868